# New Kids: The Final
New Kids: The Final – drugi minialbum południowokoreańskiej grupy iKON, wydany 1 października 2018 roku przez wytwórnię YG Entertainment. Płytę promował singel „Goodbye Road” (kor.이별길 (GOODBYE ROAD)). Jest to trzecia i ostatnia część serii „New Kids”.

## Lista utworów
| CD | CD                                                                                           | CD         | CD                             | CD                 | CD      |
| Nr | Tytuł utworu                                                                                 | Tekst      | Kompozycja                     | Aranżacja          | Długość |
| -- | -------------------------------------------------------------------------------------------- | ---------- | ------------------------------ | ------------------ | ------- |
| 1. | „Goodbye Road” (kor. 이별길 (Goodbye Road) Ibyeolgil (Goodbye Road))                         | B.I, Bobby | B.I, Future Bounce, Bekuh BOOM | Future Bounce      | 3:59    |
| 2. | „Don't Let Me Know” (kor. 내가 모르게 (Don't Let Me Know) Naega moleuge (Don't Let Me Know)) | B.I, Seung | B.I, Millennium                | Millennium         | 3:21    |
| 3. | „Adore You” (kor. 좋아해요 (Adore You) Joh-ahaeyo (Adore You))                               | B.I, Bobby | B.I, Seo Won-jin               | Seo Won-jin, R.Tee | 3:30    |
| 4. | „Perfect” (kor. 꼴좋다 (Perfect) Koljohda (Perfect))                                         | B.I        | B.I, Future Bounce             | Future Bounce      | 3:33    |
|    |                                                                                              |            |                                |                    | 14:23   |

## Notowania
| Lista                        | Pozycja |
| ---------------------------- | ------- |
| Gaon Weekly Album Chart      | 1       |
| Gaon Yearly Album Chart      | 74      |
| Oricon Weekly Album Chart    | 32      |
| Billboard Japan Hot Albums   | 24      |
| Five Music (Tajwan)          | 3       |
| Billboard World Albums Chart | 5       |

## Sprzedaż
| Kraj             | Sprzedaż                           |
| ---------------- | ---------------------------------- |
| Korea Południowa | 58 357+ (stan na grudzień 2018 r.) |
| Japonia          | 2275+                              |